# Clay (Kentucky)
Clay é uma cidade localizada no estado americano de Kentucky, no Condado de Webster.

## Demografia
Segundo o censo americano de 2000, a sua população era de 1179 habitantes.
Em 2006, foi estimada uma população de 1176, um decréscimo de 3 (-0.3%).

## Geografia
De acordo com o United States Census Bureau tem uma área de
2,3 km², dos quais 2,3 km² cobertos por terra e 0,0 km² cobertos por água.

## Localidades na vizinhança
O diagrama seguinte representa as localidades num raio de 20 km ao redor de Clay.